# Varikosität
Als Varikosität bezeichnet man mehrere blasige Anschwellungen am Fortsatz (Dendrit oder Axon) einer Nervenzelle. Solche Varikositäten kommen zum Beispiel bei Nervenbahnen des autonomen Nervensystems und bei Nicht-Pyramidenzellen in der Großhirnrinde vor.
Im autonomen Nervensystem sind Varikositäten spezielle Kontakteinrichtungen zwischen Nervenfaser und Zielgewebe. Die Besonderheit ist, dass diese Kontaktstelle nicht nur am Ende der Nervenfaser auftritt, sondern dass viele Kontaktstellen perlschnurartig im Nervenverlauf aneinander gereiht sind. Die Varikositäten haben keine Myelinscheide und enthalten synaptische Bläschen. Diese Bläschen entleeren sich nicht wie bei sonstigen Synapsen in einen synaptischen Spalt, sondern in das Interstitium (umliegendes Gewebe) und damit in die Nähe ihrer Zielzellen. Diesen Synapsentyp nennt man auch synapse en passant.
Durch die große Oberfläche der Varikositäten und die große Fläche an direkt erreichbaren Effektorzellen ist eine schnelle Reaktion auf äußere Einflüsse möglich. So wird zum Beispiel die Aktivierung der Fight & Flight Reaktion durch den Sympathikus über die Ausschüttung von Noradrenalin durch diesen Übertragungsweg begünstigt.